# Tisová (Otročín)

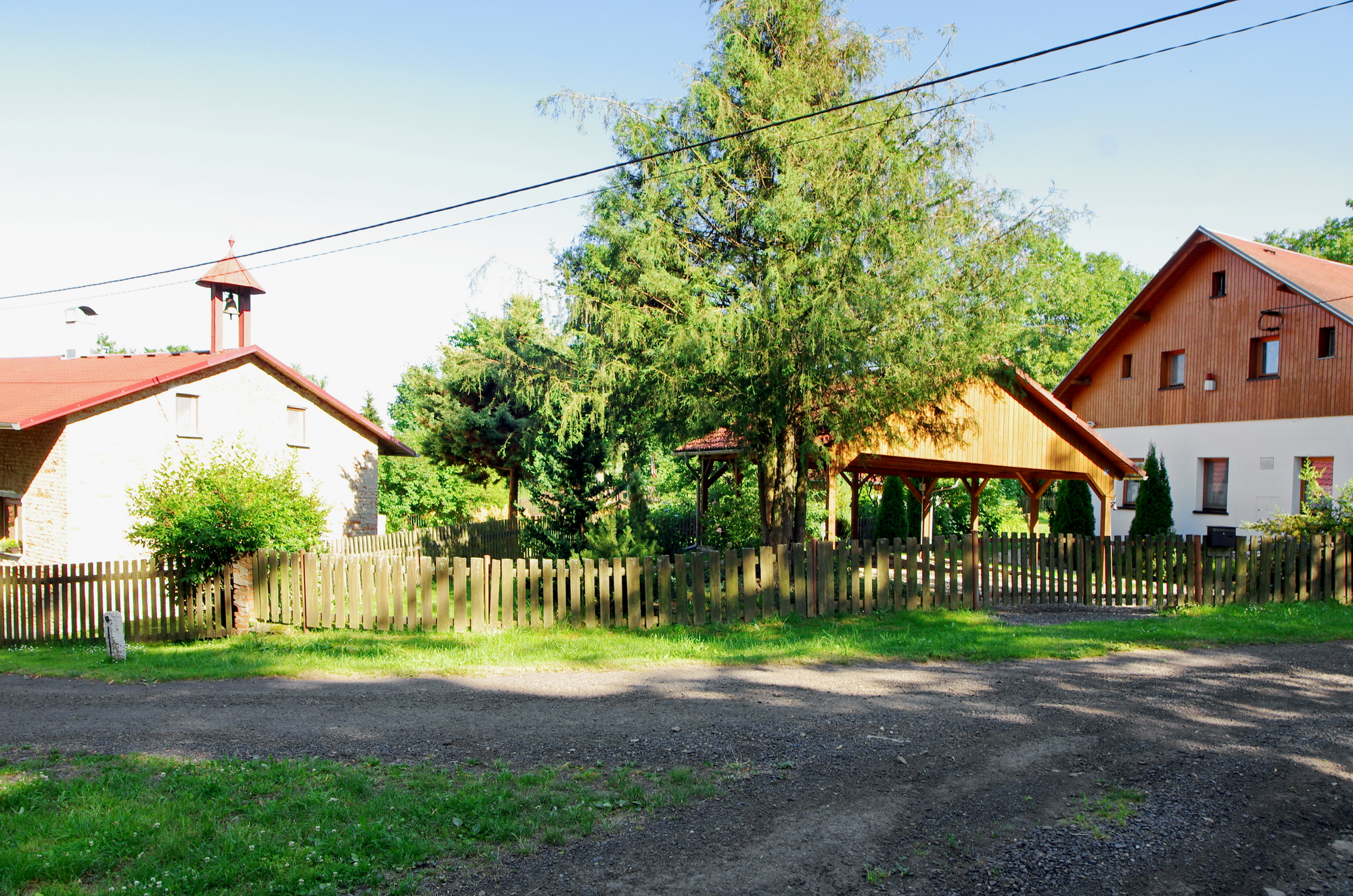
Tisová (2015)

Tisová (deutsch Tissau) ist ein Ortsteil der Gemeinde Otročín in Tschechien. Er liegt fünf Kilometer südlich von Bečov nad Teplou und gehört zum Okres Karlovy Vary.

## Geographie
Tisová befindet sich am Übergang des Kaiserwaldes ins Tepler Hochlandes auf dem Gebiet des Landschaftsschutzgebietes ChKO Slavkovský les. Das Dorf liegt auf dem Sattel des Tisovský vrch (Hegelshöhe, 740 m) über dem Tal des Otročínský potok. Nordwestlich erhebt sich der Lysý vrch (714 m), im Südosten der Liščí vrch (711 m).
Nach Westen liegt das Tal der Teplá, durch das die Bahnstrecke Mariánské Lázně–Karlovy Vary führt. Die Bahnstation „Louka u Mariánských Lázní“ befindet sich zwei Kilometer unterhalb des Dorfes bei der aufgelassenen Ansiedlung Dolní Hamr (Unterhammer).
Nachbarorte sind Bečov nad Teplou und Chodov im Norden, Měchov im Nordosten, Brť im Osten, Otročín und Beranov im Südosten, Rankovice im Süden, Poutnov, Popovice und Bohuslav im Südwesten, Mnichov im Westen sowie Louka im Nordwesten.

## Geschichte
Die erste schriftliche Erwähnung von Tisová erfolgte 1233 in einer Schenkungsurkunde Wenzels I. über mehrere Dörfer an das Stift Tepl. Bis in die erste Hälfte des 16. Jahrhunderts gehörte Tissau zum Besitz des Stiftes. 1530 erwarben die Grafen Pflugk von Rabenstein Tissau zusammen mit dem angrenzenden Landek als Pfand und schlossen die Dörfer ihrer Herrschaft Petschau an. 1544 wurde Heinrich IV. von Plauen Besitzer des Ortes. Im Gegensatz zu Landeck löste das Stift Tissau nicht wieder ein und das Dorf wurde an das zur Herrschaft Theusing gehörige Gut Wilkischau angeschlossen. Später wurde Tissau dem Gut Luditz zugeordnet.
Zu Ende des 16. Jahrhunderts erwarben die Račínov von Račín Tissau und schlossen es an die Herrschaft Pürles an. 1626 kaufte Julius Heinrich von Sachsen-Lauenburg das Dorf, das damit wieder zur Herrschaft Theusing kam. Weitere Besitzer waren die Markgrafen von Baden-Baden, die Fürsten zu Schwarzenberg und ab 1837 Alfred von Beaufort-Spontini. Dieser ordnete Tissau und Pürles der Herrschaft Petschau zu, wo es bis zur Aufhebung der Patrimonialherrschaften verblieb. 1847 bestand das Dorf aus 22 Häusern und hatte 117 Einwohner. Unterhalb von Tissau lag an der Tepla die Hammermühle, früher auch Rohrermühle genannt.
1850 entstand die politische Gemeinde Tissau/Tysov im Bezirk Karlsbad. 1905 wurde Tissau dem Bezirk Tepl zugeordnet.
1930 hatte Tissau 182 Einwohner. Nach dem Münchner Abkommen wurde die Gemeinde 1938 dem Deutschen Reich zugeschlagen; bis 1945 gehörte das Dorf zum Landkreis Tepl. 1939 hatte Tissau 156 Einwohner. Nach dem Ende des Krieges kam Tisová zur Tschechoslowakei zurück und wurde 1949 in den Okres Toužim eingeordnet. 1961 erfolgte die Eingemeindung nach Otročín, gleichzeitig wurde das Dorf Teil des Okres Karlovy Vary. 1991 hatte der Ort 7 Einwohner. Im Jahre 2001 bestand das Dorf aus 9 Wohnhäusern, in denen 9 Menschen lebten.

## Sehenswürdigkeiten
- Marterlkreuz
- Jüdischer Friedhof, südlich außerhalb des Dorfes auf halbem Wege nach Rankovice

## Söhne und Töchter des Ortes
- Michael Ludwig Anton Rohrer (um 1650–1715), Baumeister
- Johann Michael Ludwig Rohrer (1683–1732), Baumeister
- Johann Peter Ernst Rohrer (1687–1762), Baumeister